# ヴィリム・ヴィリモヴィチ・フェルモル

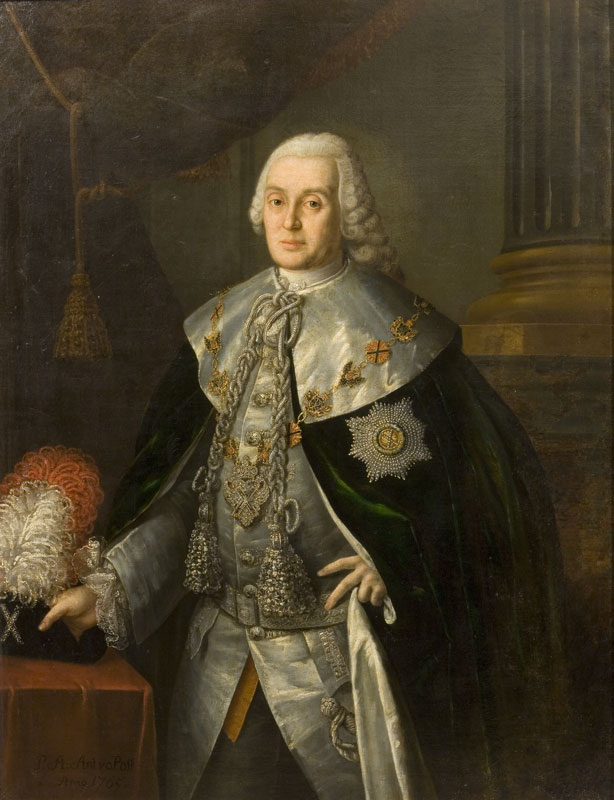
ヴィリム・ヴィリモヴィチ・フェルモル

ヴィリム・ヴィリモヴィチ・フェルモル（ロシア語: Ви́ллим Ви́ллимович Фермо́р, ラテン文字転写: Víllim Víllimovich Fermór、1702年 - 1771年）は、ロシア帝国陸軍の士官。七年戦争のツォルンドルフの戦いでロシア軍を率いたことで知られる。ロシア語表記のほか、英語表記のウィリアム・フェルマー（英語: William Fermor）やドイツ語表記のヴィルヘルム・フォン・フェルモル（ドイツ語: Wilhelm von Fermor）も見られる。

## 生涯

### 七年戦争以前
フェルモルは1702年にプスコフに生まれた。彼はスコットランド人とルター派バルト・ドイツ人の家系であった。1720年にロシア陸軍に入隊、ポーランド継承戦争中のダンツィヒ包囲戦で頭角を現し、オーストリア・ロシア・トルコ戦争やロシア・スウェーデン戦争でも従軍した。ロシア軍のドイツ人兵士とつるむことを好んだため、ロシア語を話す士官たちに嫌われた。また、ブルクハルト・クリストフ・フォン・ミュンニヒは彼を後見している。

### 七年戦争

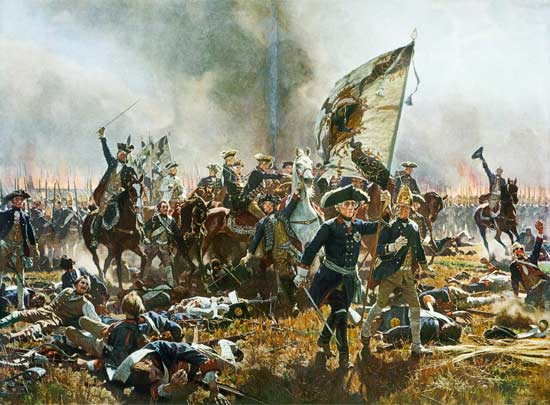
ツォルンドルフの戦い、1758年。

1757年、フェルモルは一軍を率いて東プロイセンのメーメルを占領、グロース＝イェーゲルスドルフの戦いにも参加した。
1758年、エリザヴェータ女帝の怒りを買い解任されたステパン・フョードロヴィチ・アプラクシンの後任として、プロイセン王国に侵攻するロシア軍の指揮官に任命された。フェルモルはアプラクシンの強圧的な東プロイセン占領政策を非難してそれを修正し、公式な謝罪宣言を出した。
1758年8月25日、フェルモルはツォルンドルフの戦いでフリードリヒ2世と戦い、両軍とも大損害を出したのち、フェルモルは東へ撤退した。1759年に更迭され、以降はピョートル・サルトイコフの部下として働いた。
1760年のベルリン襲撃において、フェルモルはロシア軍の総指揮であり、オーストリア軍とともにプロイセンの首都ベルリンを短期間占領したのち撤退した。

### 晩年
クーデターでエカチェリーナ2世が帝位についた後、彼女はフェルモルをスモレンスク知事に任命した。フェルモルは1771年に没した。